# Доктор Ху (14. сезона)
Четрнаеста сезона британске научнофантастичне телевизијске серије Доктор Ху је почела 4. септембра 1976. епизодома Маска Мандрагоре (1. део), а завршила се епизодом Талони Вен-Ћанга (6. део). Трећа сезона Четвртог Доктора била је последња сезона продукције Филипа Хинчлајфа док је Роберт Холмс остао до серијала Творци Сунца у следећој сезони.

## Улоге

### Главне
- Том Бејкер као Четврти Доктор
- Елизабет Слејден као Сара Џејн Смит (епизоде 1−8)
- Луиз Џејмсон као Лила (епизоде 13−26)

Том Бејкер наставља своју улогу Четвртог Доктора. Сара Џејн Смит (Елизабет Слејден) одлази након епизоде Рука страха (4. део), а касније се Доктору придружи Лила (Луиз Џејмсон) у епизоди Лице зла (1. део). Јединствено у 'класичној' ери серије, ниједан пратилац се не појављује у серијалу Смртоносни убица.

### Епизодне
- Питер Прат као Господар (епизоде 9−12)

Господар се поново појављује у Смртоносном убици као главни негативац, што је његово прво појављивање од епизоде Фронт у свемиру (6. део) (1973), а овог пута га игра Питер Прат. Лик се поново појавио тек пет година касније, 1981.

## Епизоде
Серијал Маска Мандрагоре дебитовај је са новим комплетом „Секундарна конзолна соба“ са дрвеним панелима који је требало да се користи као главна ТАРДИС-ова конзола током целе сезоне. Сезона је узела паузу од пет недеља између емитовања серијала Смртоносни убица и Лице зла како би продужила сезону даље до 1977. године, што је Роберту Холмсу дало времена да ради на последњем серијалу Талони Вен-Ћанга.
| Бр. еп. (укупно) | Бр. еп. (у сезони) | Наслов                          | Редитељ          | Сценариста               | Премијера           | Гледаност у Британији (милиони) |
| --- | ------------------ | ------------------------------- | ---------------- | ------------------------ | ------------------- | ------------------------------- |
| 428 | 1                  | "Маскембал Мандрагоре (1. део)" | Родни Бенет      | Луис Маркс               | 4. септембар 1976.  | 8.30                            |
| Доктор и Сара су увучени у Мандрагору Хеликс, ентитет који постоји међу звездама и који преноси ТАРДИС у Италију из 15. века. |                    |                                 |                  |                          |                     |                                 |
| 429 | 2                  | "Маскембал Мандрагоре (2. део)" | Родни Бенет      | Луис Маркс               | 11. септембар 1976. | 9.80                            |
| Доктор жури да спаси Сару од браће Демноса док Мандрагора покушава да их стави под своју контролу. |                    |                                 |                  |                          |                     |                                 |
| 430 | 3                  | "Маскембал Мандрагоре (3. део)" | Родни Бенет      | Луис Маркс               | 18. септембар 1976. | 9.20                            |
| Доктор спасава Ђулијана од Федерикових људи, а затим покушавају да пронађу Сару, несвесни да ју је Хиероним хипнотисао да убије Доктора. |                    |                                 |                  |                          |                     |                                 |
| 431 | 4                  | "Маскембал Мандрагоре (4. део)" | Родни Бенет      | Луис Маркс               | 25. септембар 1976. | 10.60                           |
| Пошто је Мандрагора преузео потпуну контролу над браћом, Доктор покушава да пронађе начин да испразни енергију Мандрагоре на Земљи пре него што она збрише госте у Ђулијановој маски. |                    |                                 |                  |                          |                     |                                 |
| 432 | 5                  | "Рука страха (1. део)"          | Лени Мејн        | Боб Бејкер и Дејв Мартин | 2. октобар 1976.    | 10.50                           |
| Доктор и Сара стижу у каменолом током минирања и када је Сара затрпана под рушевинама, она открива камену руку. |                    |                                 |                  |                          |                     |                                 |
| 433 | 6                  | "Рука страха (2. део)"          | Лени Мејн        | Боб Бејкер и Дејв Мартин | 9. октобар 1976.    | 10.20                           |
| Доктор и Картер покушавају да стекну поверење особља Нантона пре него што Сара узме руку у реактор. |                    |                                 |                  |                          |                     |                                 |
| 434 | 7                  | "Рука страха (3. део)"          | Лени Мејн        | Боб Бејкер и Дејв Мартин | 16. октобар 1976.   | 11.10                           |
| Елдрад користи енергију из реактора да се регенерише и покушава да натера Доктора и Сару да је одведу назад у Кастрију. |                    |                                 |                  |                          |                     |                                 |
| 435 | 8                  | "Рука страха (4. део)"          | Лени Мејн        | Боб Бејкер и Дејв Мартин | 23. октобар 1976.   | 12.00                           |
| Доктор и Сара покушавају да одведу Елдрада у комору за регенерацију, али Рокон им је оставио замке на путу. |                    |                                 |                  |                          |                     |                                 |
| 436 | 9                  | "Смртоносни убица (1. део)"     | Дејвид Малони    | Роберт Холмс             | 30. октобар 1976.   | 11.80                           |
| Тајанствено зло је на делу на Галифреју. Председник Господара времена је убијен, а Доктор је ухваћен на лицу места. План неумољивог Господара је покренут. Не може бити бекства. |                    |                                 |                  |                          |                     |                                 |
| 437 | 10                 | "Смртоносни убица (2. део)"     | Дејвид Малони    | Роберт Холмс             | 6. новембар 1976.   | 12.10                           |
| Доктор је ухапшен због председниковог убиства и бори се да избегне његово тренутно погубљење. |                    |                                 |                  |                          |                     |                                 |
| 438 | 11                 | "Смртоносни убица (3. део)"     | Дејвид Малони    | Роберт Холмс             | 13. новембар 1976.  | 13.00                           |
| Доктор се бори са убицом у матричном пејзажу снова док Господар покушава да доведе до његове смрти у стварном свету. |                    |                                 |                  |                          |                     |                                 |
| 439 | 12                 | "Смртоносни убица (4. део)"     | Дејвид Малони    | Роберт Холмс             | 20. новембар 1976.  | 11.80                           |
| Доктор схвата да Господар планира да искористи извор енергије Господара времена како би продужио свој живот, чин који ће уништити све Галифрејанце. |                    |                                 |                  |                          |                     |                                 |
| 440 | 13                 | "Лице зла (1. део)"             | Пенант Брукс     | Крис Бохер               | 1. јануар 1977.     | 10.70                           |
| Путујући сам, Доктор слеће на безимену планету у далекој будућности где сусреће жену ратницу по имену Лилу, недавно протерану из свог племена Севатима који препознају Доктора као „Злог“ и желе да га униште. |                    |                                 |                  |                          |                     |                                 |
| 441 | 14                 | "Лице зла (2. део)"             | Пенант Брукс     | Крис Бохер               | 8. јануар 1977.     | 11.10                           |
| Упркос просведима против тога да је Зли, све више доказа указује на Докторову претходну умешаност са Лилиним људима и грешку у процени коју је једном направио у њиховој далекој прошлости која их све доводи у непосредну опасност. |                    |                                 |                  |                          |                     |                                 |
| 442 | 15                 | "Лице зла (3. део)"             | Пенант Брукс     | Крис Бохер               | 15. јануар 1977.    | 11.30                           |
| Улазећи у уста огромне кипове, Доктор и Лила сусрећу противнике Севатима Теше. Теши поздрављају Доктора као господара, али његов покушај да спасе Лилин живот доводи до тога да га виде као непријатеља. |                    |                                 |                  |                          |                     |                                 |
| 443 | 16                 | "Лице зла (4. део)"             | Пенант Брукс     | Крис Бохер               | 22. јануар 1977.    | 11.70                           |
| Док се Саветими и Теши коначно приближавају борби до смрти, моћни, али дуготрпељиви Ксоанон не обраћа пажњу на њихову борбу јер улаже сва своја средства у убиство Доктора, чак и до мере да уништи све. |                    |                                 |                  |                          |                     |                                 |
| 444 | 17                 | "Роботи смрти (1. део)"         | Мајкл Е. Брајант | Крис Бохер               | 29. јануар 1977.    | 12.80                           |
| ТАРДИС се материјализовао на рударском броду на пустињској планети, насељеној људском посадом и њиховим роботским слугама. Док се Лила прилагођава животу путујући са Доктором, један од бродских робота тајанствено убија члана посаде. |                    |                                 |                  |                          |                     |                                 |
| 445 | 18                 | "Роботи смрти (2. део)"         | Мајкл Е. Брајант | Крис Бохер               | 5. фебруар 1977.    | 12.40                           |
| Док се дављења настављају и људи нису сигурни кога да окриве, Лила се сусреће са аномалијом међу роботском посадом - радозналим, наводно немим радним роботом са једном функцијом, способним за независно расуђивање. У међувремену, Доктор почиње да разматра могућност да је убица робот, а да је још један члан посаде на мети смрти.                                                         |                    |                                 |                  |                          |                     |                                 |
| 446 | 19                 | "Роботи смрти (3. део)"         | Мајкл Е. Брајант | Крис Бохер               | 12. фебруар 1977.   | 13.10                           |
| Чувши за човека који је одрастао само око робота и који је запретио да ће покренути револуцију робота и који је можда на броду песка под лажним именом, Доктор води Д.84 да потражи могућу тајну радионицу у којој би реструктурирао програмирање робота. У међувремену, пошто један члан посаде доживи потпуни ментални слом, репрограмираним роботима је наређено да убију све преостале људе. |                    |                                 |                  |                          |                     |                                 |
| 447 | 20                 | "Роботи смрти (4. део)"         | Мајкл Е. Брајант | Крис Бохер               | 19. фебруар 1977.   | 12.60                           |
| Пошто тајност више није неопходна за револуцију робота, контролор Тарен Капел гаси све пријатељске роботе и даје преосталим људима ултиматум иначе ће њихова смрт бити спора и болна. Без конвенционалног наоружања на њиховом комерцијалном броду, људи чине све што могу да се одупру док Доктору дају времена да смисли трајно решење.                                                        |                    |                                 |                  |                          |                     |                                 |
| 448 | 21                 | "Талони Венг-Ћанга (1. део)"    | Дејвид Малони    | Роберт Холмс             | 26. фебруар 1977.   | 11.30                           |
| Доктор и Лила слете у викторијански Лондон и нађу се усред несталих девојака, унакажених тела и опаких кинеских банди. Чини се да је Палас театар који представља хипнотизера Хсен-Ћанга Лија, у центру свега. |                    |                                 |                  |                          |                     |                                 |
| 449 | 22                 | "Талони Венг-Ћанга (2. део)"    | Дејвид Малони    | Роберт Холмс             | 5. март 1977.       | 9.80                            |
| Пошто су побегли од опаког огромног пацова у канализацији, Доктор и Лила се удружују са Лајтфутом. Ћанг, господин Син и Венг-Ћанг крећу у потрагу за временским кабинетом док Доктор и Јаго крећу у потрагу за Ћанговом јазбином. |                    |                                 |                  |                          |                     |                                 |
| 450 | 23                 | "Талони Венг-Ћанга (3. део)"    | Дејвид Малони    | Роберт Холмс             | 12. март 1977.      | 10.20                           |
| Лила прати Ћанга како би пронашла Грилово скровиште, док су Доктор и Лјатфут кренули да је пронађу. |                    |                                 |                  |                          |                     |                                 |
| 451 | 24                 | "Талони Венг-Ћанга (4. део)"    | Дејвид Малони    | Роберт Холмс             | 19. март 1977.      | 11.40                           |
| Пошто су спасили Лилу из раља џиновског опаког пацова, она и Доктор се облаче и присуствују Ћанговој представи у палати, али завршавају као део чина. Код куће, Лајтфут покушава да заштити временски кабинет. |                    |                                 |                  |                          |                     |                                 |
| 452 | 25                 | "Талони Венг-Ћанга (5. део)"    | Дејвид Малони    | Роберт Холмс             | 26. март 1977.      | 10.10                           |
| Венг-Ћанг је украо временски ормарић из Лајтфутове куће, тако да Доктор и Лила покушавају да га спрече да га користи. Проналазе Ћанга дрогираног опијумом. Јаго се удружује са Лајтфутом ради сопствене истраге. |                    |                                 |                  |                          |                     |                                 |
| 453 | 26                 | "Талони Венг-Ћанга (6. део)"    | Дејвид Малони    | Роберт Холмс             | 2. април 1977.      | 9.30                            |
| Право лице Венг-Ћанга се открива док се Доктор, Лила, Јаго и Лајтфут суочавају са последњом битком против Магнуса Грила и господина Сина срећног на окидачу. |                    |                                 |                  |                          |                     |                                 |

## Емитовање
Цела сезона је емитована од 4. септембра 1976. до 2. априла 1977. године.